# Boby na Zimních olympijských hrách 2010
Bobové závody v rámci ZOH 2010 se uskutečnily na dráze Whistler Sliding Centre mezi 20. a 27. únorem 2010.

## Medailové pořadí zemí
| Pořadí | Země                         | Zlato | Stříbro | Bronz | Celkově |
| ------ | ---------------------------- | ----- | ------- | ----- | ------- |
| 1.     | Německo (GER)                | 1     | 2       | 0     | 3       |
| 2.     | Kanada (CAN)                 | 1     | 1       | 1     | 3       |
| 3.     | Spojené státy americké (USA) | 1     | 0       | 1     | 2       |
| 4.     | Rusko (RUS)                  | 0     | 0       | 1     | 1       |
|        | Celkem                       | 3     | 3       | 3     | 9       |

## Medailisté

### Muži
| Disciplína | Zlato                                                                                           | Výkon   | Stříbro                                                                      | Výkon   | Bronz                                                                         | Výkon   |
| ---------- | ----------------------------------------------------------------------------------------------- | ------- | ---------------------------------------------------------------------------- | ------- | ----------------------------------------------------------------------------- | ------- |
| dvojbob    | Německo (GER) · André Lange · Kevin Kuske                                                       | 3:26,65 | Německo (GER) · Thomas Florschütz · Richard Adjei                            | 3:26,87 | Rusko (RUS) · Alexandr Zubkov · Alexej Vojevoda                               | 3:27,51 |
| čtyřbob    | Spojené státy americké (USA) · Steven Holcomb · Steve Mesler · Curtis Tomasevicz · Justin Olsen | 3:24,46 | Německo (GER) · André Lange · Kevin Kuske · Alexander Rödiger · Martin Putze | 3:24,84 | Kanada (CAN) · Lyndon Rush · David Bissett · Lascelles Brown · Chris le Bihan | 3:24,85 |

### Ženy
| Disciplína | Zlato                                                  | Výkon   | Stříbro                                                 | Výkon   | Bronz                                                        | Výkon   |
| ---------- | ------------------------------------------------------ | ------- | ------------------------------------------------------- | ------- | ------------------------------------------------------------ | ------- |
| dvojbob    | Kanada (CAN) · Kaillie Humphriesová · Heather Moyseová | 3:32,28 | Kanada (CAN) · Helen Uppertonová · Shelley-Ann Brownová | 3:33,13 | Spojené státy americké (USA) · Erin Pacová · Elana Meyersová | 3:33,40 |